# Iuri Akobia
Iuri Akobia (Anaklia, 20 maggio 1937 – Tbilisi, 5 novembre 2014) è stato un compositore di scacchi georgiano.
Ha pubblicato circa 500 studi (alcuni assieme al suo connazionale David Gurgenidze) e circa 50 problemi, numerosi dei quali premiati in concorsi internazionali.
Nel 1995 la PCCC gli ha riconosciuto il titolo di Giudice internazionale per la composizione.
Per gran parte della sua vita lavorativa è stato un ingegnere delle telecomunicazioni presso l'emittente nazionale della Georgia (National Center for Radio and TV of Georgia), e ingegnere capo dal 1975 al 1996.
Autore di diverse opere sulla composizione scacchistica, tra cui:
- Mat v Ėtjudach (1990, in russo), con Gia Nadareishvili, un'antologia di 3660 studi terminanti con lo scacco matto.
- Study Mosaic (1995–2002) - Una serie di 13 libretti sulla composizione di studi, con David Gurgenidze.

Tre volumi della World Anthology of Chess Studies:
- 4332 Studies with Stalemate (1994)
- 4492 Studies with mate (1994), con Gia Nadareishvili
- 4324 Studies with Positional Draw (1995)

Uno studio esemplare:
|   | a | b | c | d | e | f | g | h |   |
| 8 | c8 re del nero · e8 alfiere del bianco · c7 pedone del bianco · d7 cavallo del bianco · g6 re del bianco · e5 torre del bianco · f5 pedone del nero · b4 alfiere del nero · c4 pedone del bianco · b3 pedone del nero · d3 pedone del bianco · d2 pedone del nero | c8 re del nero · e8 alfiere del bianco · c7 pedone del bianco · d7 cavallo del bianco · g6 re del bianco · e5 torre del bianco · f5 pedone del nero · b4 alfiere del nero · c4 pedone del bianco · b3 pedone del nero · d3 pedone del bianco · d2 pedone del nero | c8 re del nero · e8 alfiere del bianco · c7 pedone del bianco · d7 cavallo del bianco · g6 re del bianco · e5 torre del bianco · f5 pedone del nero · b4 alfiere del nero · c4 pedone del bianco · b3 pedone del nero · d3 pedone del bianco · d2 pedone del nero | c8 re del nero · e8 alfiere del bianco · c7 pedone del bianco · d7 cavallo del bianco · g6 re del bianco · e5 torre del bianco · f5 pedone del nero · b4 alfiere del nero · c4 pedone del bianco · b3 pedone del nero · d3 pedone del bianco · d2 pedone del nero | c8 re del nero · e8 alfiere del bianco · c7 pedone del bianco · d7 cavallo del bianco · g6 re del bianco · e5 torre del bianco · f5 pedone del nero · b4 alfiere del nero · c4 pedone del bianco · b3 pedone del nero · d3 pedone del bianco · d2 pedone del nero | c8 re del nero · e8 alfiere del bianco · c7 pedone del bianco · d7 cavallo del bianco · g6 re del bianco · e5 torre del bianco · f5 pedone del nero · b4 alfiere del nero · c4 pedone del bianco · b3 pedone del nero · d3 pedone del bianco · d2 pedone del nero | c8 re del nero · e8 alfiere del bianco · c7 pedone del bianco · d7 cavallo del bianco · g6 re del bianco · e5 torre del bianco · f5 pedone del nero · b4 alfiere del nero · c4 pedone del bianco · b3 pedone del nero · d3 pedone del bianco · d2 pedone del nero | c8 re del nero · e8 alfiere del bianco · c7 pedone del bianco · d7 cavallo del bianco · g6 re del bianco · e5 torre del bianco · f5 pedone del nero · b4 alfiere del nero · c4 pedone del bianco · b3 pedone del nero · d3 pedone del bianco · d2 pedone del nero | 8 |
| 7 | c8 re del nero · e8 alfiere del bianco · c7 pedone del bianco · d7 cavallo del bianco · g6 re del bianco · e5 torre del bianco · f5 pedone del nero · b4 alfiere del nero · c4 pedone del bianco · b3 pedone del nero · d3 pedone del bianco · d2 pedone del nero | c8 re del nero · e8 alfiere del bianco · c7 pedone del bianco · d7 cavallo del bianco · g6 re del bianco · e5 torre del bianco · f5 pedone del nero · b4 alfiere del nero · c4 pedone del bianco · b3 pedone del nero · d3 pedone del bianco · d2 pedone del nero | c8 re del nero · e8 alfiere del bianco · c7 pedone del bianco · d7 cavallo del bianco · g6 re del bianco · e5 torre del bianco · f5 pedone del nero · b4 alfiere del nero · c4 pedone del bianco · b3 pedone del nero · d3 pedone del bianco · d2 pedone del nero | c8 re del nero · e8 alfiere del bianco · c7 pedone del bianco · d7 cavallo del bianco · g6 re del bianco · e5 torre del bianco · f5 pedone del nero · b4 alfiere del nero · c4 pedone del bianco · b3 pedone del nero · d3 pedone del bianco · d2 pedone del nero | c8 re del nero · e8 alfiere del bianco · c7 pedone del bianco · d7 cavallo del bianco · g6 re del bianco · e5 torre del bianco · f5 pedone del nero · b4 alfiere del nero · c4 pedone del bianco · b3 pedone del nero · d3 pedone del bianco · d2 pedone del nero | c8 re del nero · e8 alfiere del bianco · c7 pedone del bianco · d7 cavallo del bianco · g6 re del bianco · e5 torre del bianco · f5 pedone del nero · b4 alfiere del nero · c4 pedone del bianco · b3 pedone del nero · d3 pedone del bianco · d2 pedone del nero | c8 re del nero · e8 alfiere del bianco · c7 pedone del bianco · d7 cavallo del bianco · g6 re del bianco · e5 torre del bianco · f5 pedone del nero · b4 alfiere del nero · c4 pedone del bianco · b3 pedone del nero · d3 pedone del bianco · d2 pedone del nero | c8 re del nero · e8 alfiere del bianco · c7 pedone del bianco · d7 cavallo del bianco · g6 re del bianco · e5 torre del bianco · f5 pedone del nero · b4 alfiere del nero · c4 pedone del bianco · b3 pedone del nero · d3 pedone del bianco · d2 pedone del nero | 7 |
| 6 | c8 re del nero · e8 alfiere del bianco · c7 pedone del bianco · d7 cavallo del bianco · g6 re del bianco · e5 torre del bianco · f5 pedone del nero · b4 alfiere del nero · c4 pedone del bianco · b3 pedone del nero · d3 pedone del bianco · d2 pedone del nero | c8 re del nero · e8 alfiere del bianco · c7 pedone del bianco · d7 cavallo del bianco · g6 re del bianco · e5 torre del bianco · f5 pedone del nero · b4 alfiere del nero · c4 pedone del bianco · b3 pedone del nero · d3 pedone del bianco · d2 pedone del nero | c8 re del nero · e8 alfiere del bianco · c7 pedone del bianco · d7 cavallo del bianco · g6 re del bianco · e5 torre del bianco · f5 pedone del nero · b4 alfiere del nero · c4 pedone del bianco · b3 pedone del nero · d3 pedone del bianco · d2 pedone del nero | c8 re del nero · e8 alfiere del bianco · c7 pedone del bianco · d7 cavallo del bianco · g6 re del bianco · e5 torre del bianco · f5 pedone del nero · b4 alfiere del nero · c4 pedone del bianco · b3 pedone del nero · d3 pedone del bianco · d2 pedone del nero | c8 re del nero · e8 alfiere del bianco · c7 pedone del bianco · d7 cavallo del bianco · g6 re del bianco · e5 torre del bianco · f5 pedone del nero · b4 alfiere del nero · c4 pedone del bianco · b3 pedone del nero · d3 pedone del bianco · d2 pedone del nero | c8 re del nero · e8 alfiere del bianco · c7 pedone del bianco · d7 cavallo del bianco · g6 re del bianco · e5 torre del bianco · f5 pedone del nero · b4 alfiere del nero · c4 pedone del bianco · b3 pedone del nero · d3 pedone del bianco · d2 pedone del nero | c8 re del nero · e8 alfiere del bianco · c7 pedone del bianco · d7 cavallo del bianco · g6 re del bianco · e5 torre del bianco · f5 pedone del nero · b4 alfiere del nero · c4 pedone del bianco · b3 pedone del nero · d3 pedone del bianco · d2 pedone del nero | c8 re del nero · e8 alfiere del bianco · c7 pedone del bianco · d7 cavallo del bianco · g6 re del bianco · e5 torre del bianco · f5 pedone del nero · b4 alfiere del nero · c4 pedone del bianco · b3 pedone del nero · d3 pedone del bianco · d2 pedone del nero | 6 |
| 5 | c8 re del nero · e8 alfiere del bianco · c7 pedone del bianco · d7 cavallo del bianco · g6 re del bianco · e5 torre del bianco · f5 pedone del nero · b4 alfiere del nero · c4 pedone del bianco · b3 pedone del nero · d3 pedone del bianco · d2 pedone del nero | c8 re del nero · e8 alfiere del bianco · c7 pedone del bianco · d7 cavallo del bianco · g6 re del bianco · e5 torre del bianco · f5 pedone del nero · b4 alfiere del nero · c4 pedone del bianco · b3 pedone del nero · d3 pedone del bianco · d2 pedone del nero | c8 re del nero · e8 alfiere del bianco · c7 pedone del bianco · d7 cavallo del bianco · g6 re del bianco · e5 torre del bianco · f5 pedone del nero · b4 alfiere del nero · c4 pedone del bianco · b3 pedone del nero · d3 pedone del bianco · d2 pedone del nero | c8 re del nero · e8 alfiere del bianco · c7 pedone del bianco · d7 cavallo del bianco · g6 re del bianco · e5 torre del bianco · f5 pedone del nero · b4 alfiere del nero · c4 pedone del bianco · b3 pedone del nero · d3 pedone del bianco · d2 pedone del nero | c8 re del nero · e8 alfiere del bianco · c7 pedone del bianco · d7 cavallo del bianco · g6 re del bianco · e5 torre del bianco · f5 pedone del nero · b4 alfiere del nero · c4 pedone del bianco · b3 pedone del nero · d3 pedone del bianco · d2 pedone del nero | c8 re del nero · e8 alfiere del bianco · c7 pedone del bianco · d7 cavallo del bianco · g6 re del bianco · e5 torre del bianco · f5 pedone del nero · b4 alfiere del nero · c4 pedone del bianco · b3 pedone del nero · d3 pedone del bianco · d2 pedone del nero | c8 re del nero · e8 alfiere del bianco · c7 pedone del bianco · d7 cavallo del bianco · g6 re del bianco · e5 torre del bianco · f5 pedone del nero · b4 alfiere del nero · c4 pedone del bianco · b3 pedone del nero · d3 pedone del bianco · d2 pedone del nero | c8 re del nero · e8 alfiere del bianco · c7 pedone del bianco · d7 cavallo del bianco · g6 re del bianco · e5 torre del bianco · f5 pedone del nero · b4 alfiere del nero · c4 pedone del bianco · b3 pedone del nero · d3 pedone del bianco · d2 pedone del nero | 5 |
| 4 | c8 re del nero · e8 alfiere del bianco · c7 pedone del bianco · d7 cavallo del bianco · g6 re del bianco · e5 torre del bianco · f5 pedone del nero · b4 alfiere del nero · c4 pedone del bianco · b3 pedone del nero · d3 pedone del bianco · d2 pedone del nero | c8 re del nero · e8 alfiere del bianco · c7 pedone del bianco · d7 cavallo del bianco · g6 re del bianco · e5 torre del bianco · f5 pedone del nero · b4 alfiere del nero · c4 pedone del bianco · b3 pedone del nero · d3 pedone del bianco · d2 pedone del nero | c8 re del nero · e8 alfiere del bianco · c7 pedone del bianco · d7 cavallo del bianco · g6 re del bianco · e5 torre del bianco · f5 pedone del nero · b4 alfiere del nero · c4 pedone del bianco · b3 pedone del nero · d3 pedone del bianco · d2 pedone del nero | c8 re del nero · e8 alfiere del bianco · c7 pedone del bianco · d7 cavallo del bianco · g6 re del bianco · e5 torre del bianco · f5 pedone del nero · b4 alfiere del nero · c4 pedone del bianco · b3 pedone del nero · d3 pedone del bianco · d2 pedone del nero | c8 re del nero · e8 alfiere del bianco · c7 pedone del bianco · d7 cavallo del bianco · g6 re del bianco · e5 torre del bianco · f5 pedone del nero · b4 alfiere del nero · c4 pedone del bianco · b3 pedone del nero · d3 pedone del bianco · d2 pedone del nero | c8 re del nero · e8 alfiere del bianco · c7 pedone del bianco · d7 cavallo del bianco · g6 re del bianco · e5 torre del bianco · f5 pedone del nero · b4 alfiere del nero · c4 pedone del bianco · b3 pedone del nero · d3 pedone del bianco · d2 pedone del nero | c8 re del nero · e8 alfiere del bianco · c7 pedone del bianco · d7 cavallo del bianco · g6 re del bianco · e5 torre del bianco · f5 pedone del nero · b4 alfiere del nero · c4 pedone del bianco · b3 pedone del nero · d3 pedone del bianco · d2 pedone del nero | c8 re del nero · e8 alfiere del bianco · c7 pedone del bianco · d7 cavallo del bianco · g6 re del bianco · e5 torre del bianco · f5 pedone del nero · b4 alfiere del nero · c4 pedone del bianco · b3 pedone del nero · d3 pedone del bianco · d2 pedone del nero | 4 |
| 3 | c8 re del nero · e8 alfiere del bianco · c7 pedone del bianco · d7 cavallo del bianco · g6 re del bianco · e5 torre del bianco · f5 pedone del nero · b4 alfiere del nero · c4 pedone del bianco · b3 pedone del nero · d3 pedone del bianco · d2 pedone del nero | c8 re del nero · e8 alfiere del bianco · c7 pedone del bianco · d7 cavallo del bianco · g6 re del bianco · e5 torre del bianco · f5 pedone del nero · b4 alfiere del nero · c4 pedone del bianco · b3 pedone del nero · d3 pedone del bianco · d2 pedone del nero | c8 re del nero · e8 alfiere del bianco · c7 pedone del bianco · d7 cavallo del bianco · g6 re del bianco · e5 torre del bianco · f5 pedone del nero · b4 alfiere del nero · c4 pedone del bianco · b3 pedone del nero · d3 pedone del bianco · d2 pedone del nero | c8 re del nero · e8 alfiere del bianco · c7 pedone del bianco · d7 cavallo del bianco · g6 re del bianco · e5 torre del bianco · f5 pedone del nero · b4 alfiere del nero · c4 pedone del bianco · b3 pedone del nero · d3 pedone del bianco · d2 pedone del nero | c8 re del nero · e8 alfiere del bianco · c7 pedone del bianco · d7 cavallo del bianco · g6 re del bianco · e5 torre del bianco · f5 pedone del nero · b4 alfiere del nero · c4 pedone del bianco · b3 pedone del nero · d3 pedone del bianco · d2 pedone del nero | c8 re del nero · e8 alfiere del bianco · c7 pedone del bianco · d7 cavallo del bianco · g6 re del bianco · e5 torre del bianco · f5 pedone del nero · b4 alfiere del nero · c4 pedone del bianco · b3 pedone del nero · d3 pedone del bianco · d2 pedone del nero | c8 re del nero · e8 alfiere del bianco · c7 pedone del bianco · d7 cavallo del bianco · g6 re del bianco · e5 torre del bianco · f5 pedone del nero · b4 alfiere del nero · c4 pedone del bianco · b3 pedone del nero · d3 pedone del bianco · d2 pedone del nero | c8 re del nero · e8 alfiere del bianco · c7 pedone del bianco · d7 cavallo del bianco · g6 re del bianco · e5 torre del bianco · f5 pedone del nero · b4 alfiere del nero · c4 pedone del bianco · b3 pedone del nero · d3 pedone del bianco · d2 pedone del nero | 3 |
| 2 | c8 re del nero · e8 alfiere del bianco · c7 pedone del bianco · d7 cavallo del bianco · g6 re del bianco · e5 torre del bianco · f5 pedone del nero · b4 alfiere del nero · c4 pedone del bianco · b3 pedone del nero · d3 pedone del bianco · d2 pedone del nero | c8 re del nero · e8 alfiere del bianco · c7 pedone del bianco · d7 cavallo del bianco · g6 re del bianco · e5 torre del bianco · f5 pedone del nero · b4 alfiere del nero · c4 pedone del bianco · b3 pedone del nero · d3 pedone del bianco · d2 pedone del nero | c8 re del nero · e8 alfiere del bianco · c7 pedone del bianco · d7 cavallo del bianco · g6 re del bianco · e5 torre del bianco · f5 pedone del nero · b4 alfiere del nero · c4 pedone del bianco · b3 pedone del nero · d3 pedone del bianco · d2 pedone del nero | c8 re del nero · e8 alfiere del bianco · c7 pedone del bianco · d7 cavallo del bianco · g6 re del bianco · e5 torre del bianco · f5 pedone del nero · b4 alfiere del nero · c4 pedone del bianco · b3 pedone del nero · d3 pedone del bianco · d2 pedone del nero | c8 re del nero · e8 alfiere del bianco · c7 pedone del bianco · d7 cavallo del bianco · g6 re del bianco · e5 torre del bianco · f5 pedone del nero · b4 alfiere del nero · c4 pedone del bianco · b3 pedone del nero · d3 pedone del bianco · d2 pedone del nero | c8 re del nero · e8 alfiere del bianco · c7 pedone del bianco · d7 cavallo del bianco · g6 re del bianco · e5 torre del bianco · f5 pedone del nero · b4 alfiere del nero · c4 pedone del bianco · b3 pedone del nero · d3 pedone del bianco · d2 pedone del nero | c8 re del nero · e8 alfiere del bianco · c7 pedone del bianco · d7 cavallo del bianco · g6 re del bianco · e5 torre del bianco · f5 pedone del nero · b4 alfiere del nero · c4 pedone del bianco · b3 pedone del nero · d3 pedone del bianco · d2 pedone del nero | c8 re del nero · e8 alfiere del bianco · c7 pedone del bianco · d7 cavallo del bianco · g6 re del bianco · e5 torre del bianco · f5 pedone del nero · b4 alfiere del nero · c4 pedone del bianco · b3 pedone del nero · d3 pedone del bianco · d2 pedone del nero | 2 |
| 1 | c8 re del nero · e8 alfiere del bianco · c7 pedone del bianco · d7 cavallo del bianco · g6 re del bianco · e5 torre del bianco · f5 pedone del nero · b4 alfiere del nero · c4 pedone del bianco · b3 pedone del nero · d3 pedone del bianco · d2 pedone del nero | c8 re del nero · e8 alfiere del bianco · c7 pedone del bianco · d7 cavallo del bianco · g6 re del bianco · e5 torre del bianco · f5 pedone del nero · b4 alfiere del nero · c4 pedone del bianco · b3 pedone del nero · d3 pedone del bianco · d2 pedone del nero | c8 re del nero · e8 alfiere del bianco · c7 pedone del bianco · d7 cavallo del bianco · g6 re del bianco · e5 torre del bianco · f5 pedone del nero · b4 alfiere del nero · c4 pedone del bianco · b3 pedone del nero · d3 pedone del bianco · d2 pedone del nero | c8 re del nero · e8 alfiere del bianco · c7 pedone del bianco · d7 cavallo del bianco · g6 re del bianco · e5 torre del bianco · f5 pedone del nero · b4 alfiere del nero · c4 pedone del bianco · b3 pedone del nero · d3 pedone del bianco · d2 pedone del nero | c8 re del nero · e8 alfiere del bianco · c7 pedone del bianco · d7 cavallo del bianco · g6 re del bianco · e5 torre del bianco · f5 pedone del nero · b4 alfiere del nero · c4 pedone del bianco · b3 pedone del nero · d3 pedone del bianco · d2 pedone del nero | c8 re del nero · e8 alfiere del bianco · c7 pedone del bianco · d7 cavallo del bianco · g6 re del bianco · e5 torre del bianco · f5 pedone del nero · b4 alfiere del nero · c4 pedone del bianco · b3 pedone del nero · d3 pedone del bianco · d2 pedone del nero | c8 re del nero · e8 alfiere del bianco · c7 pedone del bianco · d7 cavallo del bianco · g6 re del bianco · e5 torre del bianco · f5 pedone del nero · b4 alfiere del nero · c4 pedone del bianco · b3 pedone del nero · d3 pedone del bianco · d2 pedone del nero | c8 re del nero · e8 alfiere del bianco · c7 pedone del bianco · d7 cavallo del bianco · g6 re del bianco · e5 torre del bianco · f5 pedone del nero · b4 alfiere del nero · c4 pedone del bianco · b3 pedone del nero · d3 pedone del bianco · d2 pedone del nero | 1 |
|   | a | b | c | d | e | f | g | h |   |

Soluzione:
1. Cb6+  Rxc7

2. Cd5+  Rd6

3. Rf6!  d1=D

4. c5+!  Axc5

5. Cc3!  Dxd3

6. Td5+  Dxd5